# Elfstedenrace
L'Elfstedenrace (Course des onze villes) est une course cycliste néerlandaise disputée sur une journée dans la province de Frise. Elle fait partie du calendrier de l'UCI Europe Tour en catégorie 1.1 depuis 2022.
La première édition s'est déroulée le 6 mars 2022 sur une distance de 199 km avec un départ et une arrivée à Leeuwarden. La deuxième édition rebaptisée Betcity Elfstedenrace, du nom du nouveau sponsor, est organisée le 4 octobre 2023 sur une distance de 204,8 km avec un départ et une arrivée dans la même ville.
La quatrième édition qui devait avoir lieu le 15 mars 2025 est annulée en raison de problèmes financiers et de la non retransmission télévisée de la course.

## Palmarès
| Année | Vainqueur          | Deuxième       | Troisième          |
| ----- | ------------------ | -------------- | ------------------ |
| 2022  | Elmar Reinders     | Mick van Dijke | Timo de Jong       |
| 2023  | Jasper Philipsen   | Olav Kooij     | Davide Bomboi      |
| 2024  | Taco van der Hoorn | Jelte Krijnsen | Christophe Laporte |